# Пригунки
Пригунки (рос.: Прыгунки) — острів у Каспійському морі. Адміністративно входить до складу Республіки Дагестан, Росія. Висота над рівнем моря -24 м.